# Dance with Me Honey
Dance with Me Honey ist ein Rock-’n’-Roll-Song des amerikanischen Musikers Billy Lee Riley. Riley nahm den Song bereits 1957 für Sun Records auf, die Erstveröffentlichung erfolgte aber erst 1973 unter dem Titel Rock with me Baby. Da es bereits einen gleichnamigen Titel Rileys gab, wurde das Stück auch zu Rock with me Baby No. 2 durchnummeriert. Zur Autorschaft gibt es widersprüchliche Angaben, neben Riley wird auch John Marascalco als Urheber geführt. Das Stück basiert auf dem 12-taktigen Blues. Der Text ist eine offensive Einladung an die Geliebte zu einer sorgenfreien und fröhlichen Zeit. Der Song erhielt Eingang auf mehrere Billy-Lee-Riley-Kompilationen zu einer Zeit, als Riley durch das Rockabilly-Revival ein spätes Comeback feiern konnte. Dance with Me Honey blieb aber im Gegensatz zum klassischen Sun-Repertoire des Sängers relativ unbeachtet.

## Entstehung und Veröffentlichung
Der Mississippi-stämmige Songwriter John Marascalco hatte bei Sam Phillips auf Empfehlung von Elvis Presley vorgesprochen und durfte Material für das bekannte Label zur Verfügung stellen. Mit Wouldn’t You Know steuerte er mindestens einen Song zum Single-Repertoire Billy Lee Rileys bei. Auch Dance with Me Honey wird ihm in einschlägigen Datenbanken unter dem Titel Come with Me Honey zugeschrieben. Die genauen Umstände zur Entstehung des Titels sind aber nicht überliefert. Bei einigen Veröffentlichungen wird als Autor des Songs Riley selbst angegeben oder auch eine Zusammenarbeit mit Jack Clement und Ronald Wallace unterstellt.
Billy Lee Riley war seit 1956 bei Sun Records unter Vertrag und im Herbst 1957 mit seiner dritten Single Red Hot erfolgreich auf Tour in Kanada. Der Label-Boss Sam Phillips orderte Riley und seine Band The Green Men nach Memphis, um ein ganzes Album aufzunehmen. Wahrscheinlich am 25. November kam es zu einer Session mit Roland Janes an der zweiten Gitarre, Pat O’Neill am Bass, Jimmy Van Eaton am Schlagzeug, James Paulman am Klavier und Martin Willis am Saxophon. Riley erinnerte sich: „Mann, war das eine lange Session. Als wir uns Rock with Me Baby vornahmen, war ich so betrunken, dass ich im Stuhl hing und meinen Kopf zum Mikro reckte.“ Während dieser Session entstanden auch eine weitere Version von Wouldn’t You Know und That’s Right. Außerdem wurde mit Searchin’ ein Song von Mike Stoller und Jerry Leiber eingespielt. Nach Angaben von Riley war der in den Studio-Unterlagen überlieferte Titel Rock with Me Baby falsch und sollte eigentlich Dance with Me Honey heißen.
Erst 1973 stellte Sun Records eine Kompilation von Rockabilly-Nummern aus dem eigenen Katalog zusammen. Unter der Nummer 6467 025 erschien die Platte mit dem Titel Sun Rockabillys – Put Your Cat Clothes On. Rileys Nummer war mit dem irreführenden Titel Rock with Me Baby vertreten. Auf Sun 245 war zusammen mit Trouble Bound bereits ein gleichnamiger Song von Riley erschienen, der allerdings eine völlig andere Komposition ist. Mitte der 1980er Jahre nahm sich das auf Wiederveröffentlichungen spezialisierte britische Label Charly Records des Sun-Katalogs von Billy Lee Riley. So erschienen sowohl Rock with Me Baby als auch Dance with Me Honey 1987 auf Charly CD 53, letzteres mit dem Klammertitel Dance with Me Honey (Rock with Me Baby No. 2). Als Verleger zeichneten Sam Phillips mit Know Music und John Marascalco mit Robin Hood Music verantwortlich.

## Musikalischer Aufbau und Inhalt
Dance with Me Honey baut auf dem 12-taktigen Bluesschema in Gis-Dur auf. Nach einem viertaktigen Intro auf der Tonika wird in der ersten Strophe auf den ersten 12 Takten wird inhaltlich und musikalische das Thema vorgegeben: Der Sänger möchte mit seiner Freundin eine fröhliche Zeit (a big time, a crazy big time) erleben ohne sich dabei Sorgen um den finanziellen Aufwand machen zu müssen (gonna spend my money). In der Melodie fällt ein früher Oktavsprung auf, der die shuffelnde und damit beschwingte Melodie eröffnet und die auch in den, der Stimme antwortenden Saxophon-Riffs sowie in dessen Solo aufgegriffen wird. Die Begleitung der Rhythmussektion füllt die Viertel in typischer Rock’-n’-Roll-Spielart durch jeweils eine schnelle Triole. Während des ganzen Stücks schlägt das Schlagzeug einen konsequenten Backbeat auf der zweiten und vierten Zählzeit des Taktes.
In der zweiten Strophe wird neben dem Geld auch mit der Zeit verschwenderisch umgegangen (time is a-wasting). Ansonsten wird die gute Zeit beschworen, der nun mit dem Attribut groovy ein Modewort der 1950er-Jahre-Musikrezeption zugewiesen wird, und zudem das Vokabular um automobile Assoziationen erweitert (flip on the switch key, and wheel baby). In der folgenden Bridge, welche das Bluesschema wendet und mit der Subdominante Cis beginnt, richtet der Sänger den Blick und das Ohr der Freundin auf die mitfeiernde Party-Gesellschaft (hear them blowin’ (...) hear them stompin’, the joints are rompin’). Sodann wirft er die Partnerin im wilden Tanz umher (I’m gonna spin just like a-wild), so dass diese sich gut und leicht wie eine Feder fühlen kann (don’t you feel better, like a-feather). Dabei wird der letzte Vers auf Dominante Dis in Stop-Times dargeboten, bei denen die Instrumente jeweils nur einzelne Schläge akzentuieren und ansonsten hinter dem Gesang schweigen. Nach einer ersten Wiederholung der ersten Strophe übernimmt das Saxophon eine komplette 12-Takt-Figur. Sodann wird die Bridge wiederholt und der Song findet nach der erneuten Wiederholung der ersten Strophe ein sehr abruptes Ende ohne Fading Out.

## Bedeutung, Kritik und Erfolg
Das geplante Album, für das Dance with Me Honey aufgenommen worden war, erschien nicht. Adam Komorowski vermutet, das Projekt scheiterte am Kater, den die Beteiligten auszukurieren hatten. Riley machte hingegen die Konkurrenz des weitaus erfolgreicheren Sun-Kollegen Jerry Lee Lewis als Hauptursache dafür aus, dass seine Karriere zu diesem Zeitpunkt stagnierte. Dance with Me Honey führte zuerst ein Schattendasein auf Veröffentlichungen von Zweitverwertern. Selbst bei der Wiederbelebung von Riley Karriere in den 1990ern, die vermutlich durch eine Empfehlung Bob Dylans initiiert wurde, widmete sich die Hörer- und Kritikerschaft vornehmlich dem klassischen Sun-Repertoire. Der Song bleibt auch auf den CD-Ausgaben mit umfassenderen Werksschauen aufgrund der Namensverwechslung mit Rock with Me Baby schwer zu identifizieren, so dass sich keine spezifischen Besprechungen des Titels finden lassen.